# Volta a San Juan de 2017
A 35.ª edição da competição ciclista Volta a San Juan (chamado oficialmente: Vuelta Ciclista a la Provincia de San Juan) foi uma carreira de ciclismo de estrada por etapas que se celebrou entre 23 e 29 de janeiro de 2017 na Província de San Juan, Argentina sobre um percurso de 891,6 quilómetros.
A carreira fez parte do UCI America Tour de 2017 dentro da categoria UCI 2.1 e foi vencida pelo corredor holandês Bauke Mollema da equipa Trek-Segafredo, em segundo lugar Óscar Sevilla (Medellín-Inder) e em terceiro lugar Rodolfo Torres (Androni Giocattoli).

## Equipas participantes
Tomaram parte na carreira 26 equipas: 4 de categoria UCI WorldTour de 2017 convidados pela organização; 6 de categoria Profissional Continental; 10 de categoria Continental e 6 selecções nacionais. Formando assim um pelotão de 161 ciclistas dos que acabaram 123. As equipas participantes foram:
| Equipes WorldTeam (4)- Bahrain-Merida - Quick-Step Floors - Trek-Segafredo - UAE Abu Dhabi Equipes profissionais Continentais (6)- Androni Giocattoli - Bardiani CSF - Caja Rural-Seguros RGA - Nippo-Vini Fantini - UnitedHealthcare - Wilier Triestina-Selle Italia Equipes Continentais (10)- Asociación Civil Agrupación Virgen de Fátima - Asociación Civil Mardan - Bolivia - Italomat-Dogo - Los Cascos Esco-Agroplan - Medellín-Inder - Municipalidad de Pocito - Municipalidad de Rawson-Somos Todos - Sindicato de Empleados Públicos de San Juan - Unieuro Trevigiani-Hemus 1896 Equipes nacionais (6)- Argentina - Brasil - Chile - Itália - México - Uruguai |
| |

## Percorrido
A Volta a San Juan dispôs de sete etapas para um percurso total de 891,6 quilómetros.
| Etapa | Data    | Percurso                                            | type                      | Distância (km) | Vencedor             | Líder geral          |
| ----- | ------- | --------------------------------------------------- | ------------------------- | -------------- | -------------------- | -------------------- |
| 1     | 23 jan. | San Juan – San Juan                                 | etapa plana               | 142,5          | Fernando Gaviria     | Fernando Gaviria     |
| 2     | 24 jan. | San Juan – San Juan                                 | etapa plana               | 128,8          | Tom Boonen           | Elia Viviani         |
| 3     | 25 jan. | San Juan – San Juan                                 | contrarrelógio individual | 11,9           | Ramūnas Navardauskas | Ramūnas Navardauskas |
| 4     | 26 jan. | Villa General San Martín – Villa General San Martín | etapa escarpada           | 160,5          | Fernando Gaviria     | Ramūnas Navardauskas |
| 5     | 27 jan. | Chimbas – Alto Colorado                             | alta montanha             | 162,4          | Rui Costa            | Bauke Mollema        |
| 6     | 28 jan. | Pocito (departamento) – Pocito (departamento)       | etapa escarpada           | 185,7          | Maximiliano Richeze  | Bauke Mollema        |
| 7     | 29 jan. | San Juan – San Juan                                 | etapa plana               | 111            | Maximiliano Richeze  | Bauke Mollema        |

## Desenvolvimento da carreira

### Etapa 1
| \| Classificação por etapas \| Classificação por etapas \| Classificação por etapas \| Classificação por etapas \| Classificação por etapas \| \| Ciclista \| Ciclista \| Equipe \| Tempo \| \| \| ------------------------ \| ------------------------ \| ----------------------------------- \| ------------------------ \| ------------------------ \| \| 1. \| Fernando Gaviria \| Quick-Step Floors \| 3h07m44s \| \| \| 2. \| Elia Viviani \| Itália \| + 0s \| \| \| 3. \| Nicolas Marini \| Nippo-Vini Fantini \| + 0s \| \| \| 4. \| Matteo Malucelli \| Androni-Sidermec-Bottecchia \| + 0s \| \| \| 5. \| Vincenzo Nibali \| Bahrain-Merida \| + 0s \| \| \| 6. \| Tom Boonen \| Quick-Step Floors \| + 0s \| \| \| 7. \| Matthias Brändle \| Trek-Segafredo \| + 0s \| \| \| 8. \| Alan Ramírez \| Municipalidad de Rawson Somos Todos \| + 0s \| \| \| 9. \| Bauke Mollema \| Trek-Segafredo \| + 0s \| \| \| 10. \| Óscar Sevilla \| Medellín-Inder \| + 0s \| \| |                  |                                     |          |
| |                  |                                     |          |
| Fonte: ProCyclingStats |                  |                                     |          |
| Classificação por etapas |                  |                                     |          |
| Ciclista | Ciclista         | Equipe                              | Tempo    |
| 1. | Fernando Gaviria | Quick-Step Floors                   | 3h07m44s |
| 2. | Elia Viviani     | Itália                              | + 0s     |
| 3. | Nicolas Marini   | Nippo-Vini Fantini                  | + 0s     |
| 4. | Matteo Malucelli | Androni-Sidermec-Bottecchia         | + 0s     |
| 5. | Vincenzo Nibali  | Bahrain-Merida                      | + 0s     |
| 6. | Tom Boonen       | Quick-Step Floors                   | + 0s     |
| 7. | Matthias Brändle | Trek-Segafredo                      | + 0s     |
| 8. | Alan Ramírez     | Municipalidad de Rawson Somos Todos | + 0s     |
| 9. | Bauke Mollema    | Trek-Segafredo                      | + 0s     |
| 10. | Óscar Sevilla    | Medellín-Inder                      | + 0s     |

| \| Classificação geral \| Classificação geral \| Classificação geral \| Classificação geral \| Classificação geral \| \| Ciclista \| Ciclista \| Equipe \| Tempo \| \| \| ------------------- \| ------------------- \| -------------------------------------------- \| ------------------- \| ------------------- \| \| 1. \| Fernando Gaviria \| Quick-Step Floors \| 3h07m34s \| \| \| 2. \| Elia Viviani \| Itália \| + 4s \| \| \| 3. \| Franco Germán López \| Asociación Civil Agrupación Virgen de Fátima \| + 4s \| \| \| 4. \| Nicolas Marini \| Nippo-Vini Fantini \| + 6s \| \| \| 5. \| Iginio Lucero \| Municipalidad de Rawson Somos Todos \| + 8s \| \| \| 6. \| Leonardo Rodríguez \| Asociación Civil Mardan \| + 8s \| \| \| 7. \| Rubén Ramos \| Argentina \| + 9s \| \| \| 8. \| Pedro González \| Municipalidad de Pocito \| + 9s \| \| \| 9. \| Matteo Malucelli \| Androni-Sidermec-Bottecchia \| + 10s \| \| \| 10. \| Vincenzo Nibali \| Bahrain-Merida \| + 10s \| \| |                     |                                              |          |
| |                     |                                              |          |
| Fonte: ProCyclingStats |                     |                                              |          |
| Classificação geral |                     |                                              |          |
| Ciclista | Ciclista            | Equipe                                       | Tempo    |
| 1. | Fernando Gaviria    | Quick-Step Floors                            | 3h07m34s |
| 2. | Elia Viviani        | Itália                                       | + 4s     |
| 3. | Franco Germán López | Asociación Civil Agrupación Virgen de Fátima | + 4s     |
| 4. | Nicolas Marini      | Nippo-Vini Fantini                           | + 6s     |
| 5. | Iginio Lucero       | Municipalidad de Rawson Somos Todos          | + 8s     |
| 6. | Leonardo Rodríguez  | Asociación Civil Mardan                      | + 8s     |
| 7. | Rubén Ramos         | Argentina                                    | + 9s     |
| 8. | Pedro González      | Municipalidad de Pocito                      | + 9s     |
| 9. | Matteo Malucelli    | Androni-Sidermec-Bottecchia                  | + 10s    |
| 10. | Vincenzo Nibali     | Bahrain-Merida                               | + 10s    |

### Etapa 2
| \| Classificação por etapas \| Classificação por etapas \| Classificação por etapas \| Classificação por etapas \| Classificação por etapas \| \| Ciclista \| Ciclista \| Equipe \| Tempo \| \| \| ------------------------ \| ------------------------ \| -------------------------------------------- \| ------------------------ \| ------------------------ \| \| 1. \| Tom Boonen \| Quick-Step Floors \| 3h00m40s \| \| \| 2. \| Elia Viviani \| Itália \| + 0s \| \| \| 3. \| Matteo Malucelli \| Androni-Sidermec-Bottecchia \| + 0s \| \| \| 4. \| Ricardo Escuela \| Asociación Civil Agrupación Virgen de Fátima \| + 0s \| \| \| 5. \| Andrea Guardini \| UAE Abu Dhabi \| + 0s \| \| \| 6. \| Ramūnas Navardauskas \| Bahrain-Merida \| + 0s \| \| \| 7. \| Luke Keough \| UnitedHealthcare \| + 0s \| \| \| 8. \| Manuel Belletti \| Wilier Triestina-Selle Italia \| + 0s \| \| \| 9. \| Eugenio Alafaci \| Trek-Segafredo \| + 0s \| \| \| 10. \| Mattia Viel \| Unieuro Trevigiani-Hemus 1896 \| + 0s \| \| |                      |                                              |          |
| |                      |                                              |          |
| Fonte: ProCyclingStats |                      |                                              |          |
| Classificação por etapas |                      |                                              |          |
| Ciclista | Ciclista             | Equipe                                       | Tempo    |
| 1. | Tom Boonen           | Quick-Step Floors                            | 3h00m40s |
| 2. | Elia Viviani         | Itália                                       | + 0s     |
| 3. | Matteo Malucelli     | Androni-Sidermec-Bottecchia                  | + 0s     |
| 4. | Ricardo Escuela      | Asociación Civil Agrupación Virgen de Fátima | + 0s     |
| 5. | Andrea Guardini      | UAE Abu Dhabi                                | + 0s     |
| 6. | Ramūnas Navardauskas | Bahrain-Merida                               | + 0s     |
| 7. | Luke Keough          | UnitedHealthcare                             | + 0s     |
| 8. | Manuel Belletti      | Wilier Triestina-Selle Italia                | + 0s     |
| 9. | Eugenio Alafaci      | Trek-Segafredo                               | + 0s     |
| 10. | Mattia Viel          | Unieuro Trevigiani-Hemus 1896                | + 0s     |

| \| Classificação geral \| Classificação geral \| Classificação geral \| Classificação geral \| Classificação geral \| \| Ciclista \| Ciclista \| Equipe \| Tempo \| \| \| ------------------- \| ------------------- \| -------------------------------------------- \| ------------------- \| ------------------- \| \| 1. \| Elia Viviani \| Itália \| 6h08m12s \| \| \| 2. \| Fernando Gaviria \| Quick-Step Floors \| + 1s \| \| \| 3. \| Tom Boonen \| Quick-Step Floors \| + 2s \| \| \| 4. \| Franco Germán López \| Asociación Civil Agrupación Virgen de Fátima \| + 6s \| \| \| 5. \| Matteo Malucelli \| Androni-Sidermec-Bottecchia \| + 8s \| \| \| 6. \| Vincenzo Nibali \| Bahrain-Merida \| + 12s \| \| \| 7. \| Gavin Mannion \| UnitedHealthcare \| + 12s \| \| \| 8. \| Duilio Ramos \| Asociación Civil Mardan \| + 12s \| \| \| 9. \| Óscar Sevilla \| Medellín-Inder \| + 12s \| \| \| 10. \| Bauke Mollema \| Trek-Segafredo \| + 12s \| \| |                     |                                              |          |
| |                     |                                              |          |
| Fonte: ProCyclingStats |                     |                                              |          |
| Classificação geral |                     |                                              |          |
| Ciclista | Ciclista            | Equipe                                       | Tempo    |
| 1. | Elia Viviani        | Itália                                       | 6h08m12s |
| 2. | Fernando Gaviria    | Quick-Step Floors                            | + 1s     |
| 3. | Tom Boonen          | Quick-Step Floors                            | + 2s     |
| 4. | Franco Germán López | Asociación Civil Agrupación Virgen de Fátima | + 6s     |
| 5. | Matteo Malucelli    | Androni-Sidermec-Bottecchia                  | + 8s     |
| 6. | Vincenzo Nibali     | Bahrain-Merida                               | + 12s    |
| 7. | Gavin Mannion       | UnitedHealthcare                             | + 12s    |
| 8. | Duilio Ramos        | Asociación Civil Mardan                      | + 12s    |
| 9. | Óscar Sevilla       | Medellín-Inder                               | + 12s    |
| 10. | Bauke Mollema       | Trek-Segafredo                               | + 12s    |

### Etapa 3
| \| Classificação por etapas \| Classificação por etapas \| Classificação por etapas \| Classificação por etapas \| Classificação por etapas \| \| Ciclista \| Ciclista \| Equipe \| Tempo \| \| \| ------------------------ \| ------------------------ \| -------------------------------------------- \| ------------------------ \| ------------------------ \| \| 1. \| Ramūnas Navardauskas \| Bahrain-Merida \| 14m03s \| \| \| 2. \| Bauke Mollema \| Trek-Segafredo \| + 3s \| \| \| 3. \| Matthias Brändle \| Trek-Segafredo \| + 7s \| \| \| 4. \| Rémi Cavagna \| Quick-Step Floors \| + 7s \| \| \| 5. \| Walter Vargas \| Medellín-Inder \| + 17s \| \| \| 6. \| Sebastián Trillini \| Italomat-Dogo \| + 19s \| \| \| 7. \| Óscar Sevilla \| Medellín-Inder \| + 19s \| \| \| 8. \| Laureano Rosas \| Argentina \| + 21s \| \| \| 9. \| Ricardo Escuela \| Asociación Civil Agrupación Virgen de Fátima \| + 21s \| \| \| 10. \| Kanstantsin Sivtsov \| Bahrain-Merida \| + 32s \| \| |                      |                                              |        |
| |                      |                                              |        |
| Fonte: ProCyclingStats |                      |                                              |        |
| Classificação por etapas |                      |                                              |        |
| Ciclista | Ciclista             | Equipe                                       | Tempo  |
| 1. | Ramūnas Navardauskas | Bahrain-Merida                               | 14m03s |
| 2. | Bauke Mollema        | Trek-Segafredo                               | + 3s   |
| 3. | Matthias Brändle     | Trek-Segafredo                               | + 7s   |
| 4. | Rémi Cavagna         | Quick-Step Floors                            | + 7s   |
| 5. | Walter Vargas        | Medellín-Inder                               | + 17s  |
| 6. | Sebastián Trillini   | Italomat-Dogo                                | + 19s  |
| 7. | Óscar Sevilla        | Medellín-Inder                               | + 19s  |
| 8. | Laureano Rosas       | Argentina                                    | + 21s  |
| 9. | Ricardo Escuela      | Asociación Civil Agrupación Virgen de Fátima | + 21s  |
| 10. | Kanstantsin Sivtsov  | Bahrain-Merida                               | + 32s  |

| \| Classificação geral \| Classificação geral \| Classificação geral \| Classificação geral \| Classificação geral \| \| Ciclista \| Ciclista \| Equipe \| Tempo \| \| \| ------------------- \| -------------------- \| -------------------------------------------- \| ------------------- \| ------------------- \| \| 1. \| Ramūnas Navardauskas \| Bahrain-Merida \| 6h22m27s \| \| \| 2. \| Bauke Mollema \| Trek-Segafredo \| + 3s \| \| \| 3. \| Matthias Brändle \| Trek-Segafredo \| + 7s \| \| \| 4. \| Rémi Cavagna \| Quick-Step Floors \| + 7s \| \| \| 5. \| Sebastián Trillini \| Italomat-Dogo \| + 19s \| \| \| 6. \| Óscar Sevilla \| Medellín-Inder \| + 19s \| \| \| 7. \| Laureano Rosas \| Argentina \| + 21s \| \| \| 8. \| Elia Viviani \| Itália \| + 23s \| \| \| 9. \| Tom Boonen \| Quick-Step Floors \| + 29s \| \| \| 10. \| Ricardo Escuela \| Asociación Civil Agrupación Virgen de Fátima \| + 32s \| \| |                      |                                              |          |
| |                      |                                              |          |
| Fonte: ProCyclingStats |                      |                                              |          |
| Classificação geral |                      |                                              |          |
| Ciclista | Ciclista             | Equipe                                       | Tempo    |
| 1. | Ramūnas Navardauskas | Bahrain-Merida                               | 6h22m27s |
| 2. | Bauke Mollema        | Trek-Segafredo                               | + 3s     |
| 3. | Matthias Brändle     | Trek-Segafredo                               | + 7s     |
| 4. | Rémi Cavagna         | Quick-Step Floors                            | + 7s     |
| 5. | Sebastián Trillini   | Italomat-Dogo                                | + 19s    |
| 6. | Óscar Sevilla        | Medellín-Inder                               | + 19s    |
| 7. | Laureano Rosas       | Argentina                                    | + 21s    |
| 8. | Elia Viviani         | Itália                                       | + 23s    |
| 9. | Tom Boonen           | Quick-Step Floors                            | + 29s    |
| 10. | Ricardo Escuela      | Asociación Civil Agrupación Virgen de Fátima | + 32s    |

### Etapa 4
| \| Classificação por etapas \| Classificação por etapas \| Classificação por etapas \| Classificação por etapas \| Classificação por etapas \| \| Ciclista \| Ciclista \| Equipe \| Tempo \| \| \| ------------------------ \| ------------------------ \| ----------------------------- \| ------------------------ \| ------------------------ \| \| 1. \| Fernando Gaviria \| Quick-Step Floors \| 3h34m44s \| \| \| 2. \| Elia Viviani \| Itália \| + 0s \| \| \| 3. \| Nicola Ruffoni \| Bardiani CSF \| + 0s \| \| \| 4. \| Manuel Belletti \| Wilier Triestina-Selle Italia \| + 0s \| \| \| 5. \| Luke Keough \| UnitedHealthcare \| + 0s \| \| \| 6. \| Andrea Guardini \| UAE Abu Dhabi \| + 0s \| \| \| 7. \| Carlos Alzate \| UnitedHealthcare \| + 0s \| \| \| 8. \| Marco Coledan \| Trek-Segafredo \| + 0s \| \| \| 9. \| Laureano Rosas \| Argentina \| + 0s \| \| \| 10. \| Ramūnas Navardauskas \| Bahrain-Merida \| + 0s \| \| |                      |                               |          |
| |                      |                               |          |
| Fonte: ProCyclingStats |                      |                               |          |
| Classificação por etapas |                      |                               |          |
| Ciclista | Ciclista             | Equipe                        | Tempo    |
| 1. | Fernando Gaviria     | Quick-Step Floors             | 3h34m44s |
| 2. | Elia Viviani         | Itália                        | + 0s     |
| 3. | Nicola Ruffoni       | Bardiani CSF                  | + 0s     |
| 4. | Manuel Belletti      | Wilier Triestina-Selle Italia | + 0s     |
| 5. | Luke Keough          | UnitedHealthcare              | + 0s     |
| 6. | Andrea Guardini      | UAE Abu Dhabi                 | + 0s     |
| 7. | Carlos Alzate        | UnitedHealthcare              | + 0s     |
| 8. | Marco Coledan        | Trek-Segafredo                | + 0s     |
| 9. | Laureano Rosas       | Argentina                     | + 0s     |
| 10. | Ramūnas Navardauskas | Bahrain-Merida                | + 0s     |

| \| Classificação geral \| Classificação geral \| Classificação geral \| Classificação geral \| Classificação geral \| \| Ciclista \| Ciclista \| Equipe \| Tempo \| \| \| ------------------- \| -------------------- \| -------------------------------------------- \| ------------------- \| ------------------- \| \| 1. \| Ramūnas Navardauskas \| Bahrain-Merida \| 9h57m11s \| \| \| 2. \| Bauke Mollema \| Trek-Segafredo \| + 3s \| \| \| 3. \| Matthias Brändle \| Trek-Segafredo \| + 7s \| \| \| 4. \| Rémi Cavagna \| Quick-Step Floors \| + 7s \| \| \| 5. \| Elia Viviani \| Itália \| + 17s \| \| \| 6. \| Sebastián Trillini \| Italomat-Dogo \| + 19s \| \| \| 7. \| Óscar Sevilla \| Medellín-Inder \| + 19s \| \| \| 8. \| Laureano Rosas \| Argentina \| + 21s \| \| \| 9. \| Tom Boonen \| Quick-Step Floors \| + 29s \| \| \| 10. \| Ricardo Escuela \| Asociación Civil Agrupación Virgen de Fátima \| + 32s \| \| |                      |                                              |          |
| |                      |                                              |          |
| Fonte: ProCyclingStats |                      |                                              |          |
| Classificação geral |                      |                                              |          |
| Ciclista | Ciclista             | Equipe                                       | Tempo    |
| 1. | Ramūnas Navardauskas | Bahrain-Merida                               | 9h57m11s |
| 2. | Bauke Mollema        | Trek-Segafredo                               | + 3s     |
| 3. | Matthias Brändle     | Trek-Segafredo                               | + 7s     |
| 4. | Rémi Cavagna         | Quick-Step Floors                            | + 7s     |
| 5. | Elia Viviani         | Itália                                       | + 17s    |
| 6. | Sebastián Trillini   | Italomat-Dogo                                | + 19s    |
| 7. | Óscar Sevilla        | Medellín-Inder                               | + 19s    |
| 8. | Laureano Rosas       | Argentina                                    | + 21s    |
| 9. | Tom Boonen           | Quick-Step Floors                            | + 29s    |
| 10. | Ricardo Escuela      | Asociación Civil Agrupación Virgen de Fátima | + 32s    |

### Etapa 5
| \| Classificação por etapas \| Classificação por etapas \| Classificação por etapas \| Classificação por etapas \| Classificação por etapas \| \| Ciclista \| Ciclista \| Equipe \| Tempo \| \| \| ------------------------ \| ------------------------ \| -------------------------------------------- \| ------------------------ \| ------------------------ \| \| 1. \| Rui Costa \| UAE Abu Dhabi \| 4h15m04s \| \| \| 2. \| Rodolfo Torres \| Androni-Sidermec-Bottecchia \| + 3s \| \| \| 3. \| Ricardo Escuela \| Asociación Civil Agrupación Virgen de Fátima \| + 7s \| \| \| 4. \| Óscar Sevilla \| Medellín-Inder \| + 10s \| \| \| 5. \| Bauke Mollema \| Trek-Segafredo \| + 12s \| \| \| 6. \| Egan Bernal \| Androni-Sidermec-Bottecchia \| + 14s \| \| \| 7. \| Eduardo Sepúlveda \| Argentina \| + 14s \| \| \| 8. \| Laureano Rosas \| Argentina \| + 21s \| \| \| 9. \| Eduardo Corte \| México \| + 57s \| \| \| 10. \| Vincenzo Nibali \| Bahrain-Merida \| + 57s \| \| |                   |                                              |          |
| |                   |                                              |          |
| Fonte: ProCyclingStats |                   |                                              |          |
| Classificação por etapas |                   |                                              |          |
| Ciclista | Ciclista          | Equipe                                       | Tempo    |
| 1. | Rui Costa         | UAE Abu Dhabi                                | 4h15m04s |
| 2. | Rodolfo Torres    | Androni-Sidermec-Bottecchia                  | + 3s     |
| 3. | Ricardo Escuela   | Asociación Civil Agrupación Virgen de Fátima | + 7s     |
| 4. | Óscar Sevilla     | Medellín-Inder                               | + 10s    |
| 5. | Bauke Mollema     | Trek-Segafredo                               | + 12s    |
| 6. | Egan Bernal       | Androni-Sidermec-Bottecchia                  | + 14s    |
| 7. | Eduardo Sepúlveda | Argentina                                    | + 14s    |
| 8. | Laureano Rosas    | Argentina                                    | + 21s    |
| 9. | Eduardo Corte     | México                                       | + 57s    |
| 10. | Vincenzo Nibali   | Bahrain-Merida                               | + 57s    |

| \| Classificação geral \| Classificação geral \| Classificação geral \| Classificação geral \| Classificação geral \| \| Ciclista \| Ciclista \| Equipe \| Tempo \| \| \| ------------------- \| -------------------- \| -------------------------------------------- \| ------------------- \| ------------------- \| \| 1. \| Bauke Mollema \| Trek-Segafredo \| 14h12m30s \| \| \| 2. \| Óscar Sevilla \| Medellín-Inder \| + 14s \| \| \| 3. \| Rodolfo Torres \| Androni-Sidermec-Bottecchia \| + 16s \| \| \| 4. \| Ricardo Escuela \| Asociación Civil Agrupación Virgen de Fátima \| + 20s \| \| \| 5. \| Rui Costa \| UAE Abu Dhabi \| + 26s \| \| \| 6. \| Laureano Rosas \| Argentina \| + 27s \| \| \| 7. \| Ramūnas Navardauskas \| Bahrain-Merida \| + 52s \| \| \| 8. \| Vincenzo Nibali \| Bahrain-Merida \| + 1m17s \| \| \| 9. \| Egan Bernal \| Androni-Sidermec-Bottecchia \| + 1m29s \| \| \| 10. \| Pieter Serry \| Quick-Step Floors \| + 1m31s \| \| |                      |                                              |           |
| |                      |                                              |           |
| Fonte: ProCyclingStats |                      |                                              |           |
| Classificação geral |                      |                                              |           |
| Ciclista | Ciclista             | Equipe                                       | Tempo     |
| 1. | Bauke Mollema        | Trek-Segafredo                               | 14h12m30s |
| 2. | Óscar Sevilla        | Medellín-Inder                               | + 14s     |
| 3. | Rodolfo Torres       | Androni-Sidermec-Bottecchia                  | + 16s     |
| 4. | Ricardo Escuela      | Asociación Civil Agrupación Virgen de Fátima | + 20s     |
| 5. | Rui Costa            | UAE Abu Dhabi                                | + 26s     |
| 6. | Laureano Rosas       | Argentina                                    | + 27s     |
| 7. | Ramūnas Navardauskas | Bahrain-Merida                               | + 52s     |
| 8. | Vincenzo Nibali      | Bahrain-Merida                               | + 1m17s   |
| 9. | Egan Bernal          | Androni-Sidermec-Bottecchia                  | + 1m29s   |
| 10. | Pieter Serry         | Quick-Step Floors                            | + 1m31s   |

### Etapa 6
| \| Classificação por etapas \| Classificação por etapas \| Classificação por etapas \| Classificação por etapas \| Classificação por etapas \| \| Ciclista \| Ciclista \| Equipe \| Tempo \| \| \| ------------------------ \| ------------------------ \| ----------------------------- \| ------------------------ \| ------------------------ \| \| 1. \| Maximiliano Richeze \| Quick-Step Floors \| 3h48m47s \| \| \| 2. \| Oliviero Troia \| UAE Abu Dhabi \| + 0s \| \| \| 3. \| Germán Tivani \| Unieuro Trevigiani-Hemus 1896 \| + 0s \| \| \| 4. \| Matteo Malucelli \| Androni-Sidermec-Bottecchia \| + 52s \| \| \| 5. \| Manuel Belletti \| Wilier Triestina-Selle Italia \| + 52s \| \| \| 6. \| José Luis Rivera \| Municipalidad de Pocito \| + 52s \| \| \| 7. \| Mattia Viel \| Unieuro Trevigiani-Hemus 1896 \| + 52s \| \| \| 8. \| Ramūnas Navardauskas \| Bahrain-Merida \| + 52s \| \| \| 9. \| Nicolas Marini \| Nippo-Vini Fantini \| + 52s \| \| \| 10. \| Luke Keough \| UnitedHealthcare \| + 52s \| \| |                      |                               |          |
| |                      |                               |          |
| Fonte: ProCyclingStats |                      |                               |          |
| Classificação por etapas |                      |                               |          |
| Ciclista | Ciclista             | Equipe                        | Tempo    |
| 1. | Maximiliano Richeze  | Quick-Step Floors             | 3h48m47s |
| 2. | Oliviero Troia       | UAE Abu Dhabi                 | + 0s     |
| 3. | Germán Tivani        | Unieuro Trevigiani-Hemus 1896 | + 0s     |
| 4. | Matteo Malucelli     | Androni-Sidermec-Bottecchia   | + 52s    |
| 5. | Manuel Belletti      | Wilier Triestina-Selle Italia | + 52s    |
| 6. | José Luis Rivera     | Municipalidad de Pocito       | + 52s    |
| 7. | Mattia Viel          | Unieuro Trevigiani-Hemus 1896 | + 52s    |
| 8. | Ramūnas Navardauskas | Bahrain-Merida                | + 52s    |
| 9. | Nicolas Marini       | Nippo-Vini Fantini            | + 52s    |
| 10. | Luke Keough          | UnitedHealthcare              | + 52s    |

| \| Classificação geral \| Classificação geral \| Classificação geral \| Classificação geral \| Classificação geral \| \| Ciclista \| Ciclista \| Equipe \| Tempo \| \| \| ------------------- \| -------------------- \| -------------------------------------------- \| ------------------- \| ------------------- \| \| 1. \| Bauke Mollema \| Trek-Segafredo \| 18h02m09s \| \| \| 2. \| Óscar Sevilla \| Medellín-Inder \| + 14s \| \| \| 3. \| Rodolfo Torres \| Androni-Sidermec-Bottecchia \| + 16s \| \| \| 4. \| Ricardo Escuela \| Asociación Civil Agrupación Virgen de Fátima \| + 20s \| \| \| 5. \| Rui Costa \| UAE Abu Dhabi \| + 26s \| \| \| 6. \| Laureano Rosas \| \| + 27s \| \| \| 7. \| Ramūnas Navardauskas \| Bahrain-Merida \| + 52s \| \| \| 8. \| Vincenzo Nibali \| Bahrain-Merida \| + 1m17s \| \| \| 9. \| Egan Bernal \| Androni-Sidermec-Bottecchia \| + 1m29s \| \| \| 10. \| Pieter Serry \| Quick-Step Floors \| + 1m31s \| \| |                      |                                              |           |
| |                      |                                              |           |
| Fonte: ProCyclingStats |                      |                                              |           |
| Classificação geral |                      |                                              |           |
| Ciclista | Ciclista             | Equipe                                       | Tempo     |
| 1. | Bauke Mollema        | Trek-Segafredo                               | 18h02m09s |
| 2. | Óscar Sevilla        | Medellín-Inder                               | + 14s     |
| 3. | Rodolfo Torres       | Androni-Sidermec-Bottecchia                  | + 16s     |
| 4. | Ricardo Escuela      | Asociación Civil Agrupación Virgen de Fátima | + 20s     |
| 5. | Rui Costa            | UAE Abu Dhabi                                | + 26s     |
| 6. | Laureano Rosas       |                                              | + 27s     |
| 7. | Ramūnas Navardauskas | Bahrain-Merida                               | + 52s     |
| 8. | Vincenzo Nibali      | Bahrain-Merida                               | + 1m17s   |
| 9. | Egan Bernal          | Androni-Sidermec-Bottecchia                  | + 1m29s   |
| 10. | Pieter Serry         | Quick-Step Floors                            | + 1m31s   |

### Etapa 7
| \| Classificação por etapas \| Classificação por etapas \| Classificação por etapas \| Classificação por etapas \| Classificação por etapas \| \| Ciclista \| Ciclista \| Equipe \| Tempo \| \| \| ------------------------ \| ------------------------ \| ----------------------------- \| ------------------------ \| ------------------------ \| \| 1. \| Maximiliano Richeze \| Quick-Step Floors \| 2h16m48s \| \| \| 2. \| Tom Boonen \| Quick-Step Floors \| + 3s \| \| \| 3. \| Matteo Malucelli \| Androni-Sidermec-Bottecchia \| + 3s \| \| \| 4. \| Andrea Guardini \| UAE Abu Dhabi \| + 3s \| \| \| 5. \| Nicola Ruffoni \| Bardiani CSF \| + 3s \| \| \| 6. \| José Luis Rivera \| Municipalidad de Pocito \| + 3s \| \| \| 7. \| Ramūnas Navardauskas \| Bahrain-Merida \| + 3s \| \| \| 8. \| Attilio Viviani \| Itália \| + 3s \| \| \| 9. \| Daniel Juárez \| Asociación Civil Mardan \| + 3s \| \| \| 10. \| Mattia Viel \| Unieuro Trevigiani-Hemus 1896 \| + 3s \| \| |                      |                               |          |
| |                      |                               |          |
| Fonte: ProCyclingStats |                      |                               |          |
| Classificação por etapas |                      |                               |          |
| Ciclista | Ciclista             | Equipe                        | Tempo    |
| 1. | Maximiliano Richeze  | Quick-Step Floors             | 2h16m48s |
| 2. | Tom Boonen           | Quick-Step Floors             | + 3s     |
| 3. | Matteo Malucelli     | Androni-Sidermec-Bottecchia   | + 3s     |
| 4. | Andrea Guardini      | UAE Abu Dhabi                 | + 3s     |
| 5. | Nicola Ruffoni       | Bardiani CSF                  | + 3s     |
| 6. | José Luis Rivera     | Municipalidad de Pocito       | + 3s     |
| 7. | Ramūnas Navardauskas | Bahrain-Merida                | + 3s     |
| 8. | Attilio Viviani      | Itália                        | + 3s     |
| 9. | Daniel Juárez        | Asociación Civil Mardan       | + 3s     |
| 10. | Mattia Viel          | Unieuro Trevigiani-Hemus 1896 | + 3s     |

## Classificações finais
- As classificações finalizaram da seguinte forma:[6]

### Classificação geral
| \| Classificação geral \| Classificação geral \| Classificação geral \| Classificação geral \| Classificação geral \| \| Ciclista \| Ciclista \| Equipe \| Tempo \| \| \| ------------------- \| -------------------- \| -------------------------------------------- \| ------------------- \| ------------------- \| \| 1. \| Bauke Mollema \| Trek-Segafredo \| 20h19m00s \| \| \| 2. \| Óscar Sevilla \| Medellín-Inder \| + 14s \| \| \| 3. \| Rodolfo Torres \| Androni-Sidermec-Bottecchia \| + 16s \| \| \| 4. \| Ricardo Escuela \| Asociación Civil Agrupación Virgen de Fátima \| + 20s \| \| \| 5. \| Rui Costa \| UAE Abu Dhabi \| + 26s \| \| \| 6. \| Laureano Rosas \| Argentina \| + 27s \| \| \| 7. \| Ramūnas Navardauskas \| Bahrain-Merida \| + 49s \| \| \| 8. \| Vincenzo Nibali \| Bahrain-Merida \| + 1m15s \| \| \| 9. \| Egan Bernal \| Androni-Sidermec-Bottecchia \| + 1m29s \| \| \| 10. \| Pieter Serry \| Quick-Step Floors \| + 1m31s \| \| |                      |                                              |           |
| |                      |                                              |           |
| Fontes: ProCyclingStats Cycling Quotient Cycling Archives |                      |                                              |           |
| Classificação geral |                      |                                              |           |
| Ciclista | Ciclista             | Equipe                                       | Tempo     |
| 1. | Bauke Mollema        | Trek-Segafredo                               | 20h19m00s |
| 2. | Óscar Sevilla        | Medellín-Inder                               | + 14s     |
| 3. | Rodolfo Torres       | Androni-Sidermec-Bottecchia                  | + 16s     |
| 4. | Ricardo Escuela      | Asociación Civil Agrupación Virgen de Fátima | + 20s     |
| 5. | Rui Costa            | UAE Abu Dhabi                                | + 26s     |
| 6. | Laureano Rosas       | Argentina                                    | + 27s     |
| 7. | Ramūnas Navardauskas | Bahrain-Merida                               | + 49s     |
| 8. | Vincenzo Nibali      | Bahrain-Merida                               | + 1m15s   |
| 9. | Egan Bernal          | Androni-Sidermec-Bottecchia                  | + 1m29s   |
| 10. | Pieter Serry         | Quick-Step Floors                            | + 1m31s   |

### Classificação da montanha
| Classificação da montanha | Classificação da montanha | Classificação da montanha                    | Classificação da montanha | Classificação da montanha |
| Ciclista                  | Ciclista                  | Equipe                                       | Pontos                    |                           |
| ------------------------- | ------------------------- | -------------------------------------------- | ------------------------- | ------------------------- |
| 1.                        | Franco Germán López       | Asociación Civil Agrupación Virgen de Fátima | 17 pts                    |                           |
| 2.                        | Pedro González            | Municipalidad de Pocito                      | 13 pts                    |                           |
| 3.                        | Rui Costa                 | UAE Abu Dhabi                                | 10 pts                    |                           |
| 4.                        | Omar Azzem                | Los Cascos Esco-Agroplan                     | 8 pts                     |                           |
| 5.                        | Rodolfo Torres            | Androni-Sidermec-Bottecchia                  | 8 pts                     |                           |

### Classificação das metas volantes
| Classificação por velocidade | Classificação por velocidade | Classificação por velocidade                 | Classificação por velocidade | Classificação por velocidade |
| Ciclista                     | Ciclista                     | Equipe                                       | Pontos                       |                              |
| ---------------------------- | ---------------------------- | -------------------------------------------- | ---------------------------- | ---------------------------- |
| 1.                           | Nicolás Naranjo              | Asociación Civil Agrupación Virgen de Fátima | 11 pts                       |                              |
| 2.                           | Franco Germán López          | Asociación Civil Agrupación Virgen de Fátima | 8 pts                        |                              |
| 3.                           | Gerardo Tivani               | Municipalidad de Pocito                      | 7 pts                        |                              |
| 4.                           | José Luis Rivera             | Municipalidad de Pocito                      | 6 pts                        |                              |
| 5.                           | Emiliano Ibarra              | Sindicato de Empleados Públicos de San Juan  | 5 pts                        |                              |

### Classificação do melhor jovem
| Classificação dos jovens | Classificação dos jovens | Classificação dos jovens            | Classificação dos jovens | Classificação dos jovens |
| Ciclista                 | Ciclista                 | Equipe                              | Tempo                    |                          |
| ------------------------ | ------------------------ | ----------------------------------- | ------------------------ | ------------------------ |
| 1.                       | Egan Bernal              | Androni-Sidermec-Bottecchia         | 20h20m29s                |                          |
| 2.                       | Javier Ignacio Montoya   | Medellín-Inder                      | + 3m51s                  |                          |
| 3.                       | Jefferson Cepeda         |                                     | + 4m04s                  |                          |
| 4.                       | Rémi Cavagna             | Quick-Step Floors                   | + 5m30s                  |                          |
| 5.                       | Andrés Páez              | Municipalidad de Rawson Somos Todos | + 10m30s                 |                          |

### Classificação por equipas
| Classificação por equipes | Classificação por equipes                    | Classificação por equipes | Classificação por equipes |
| Equipe                    | Equipe                                       | Tempo                     |                           |
| ------------------------- | -------------------------------------------- | ------------------------- | ------------------------- |
| 1.                        | Bahrain-Merida                               | 20h20m29s                 |                           |
| 2.                        | Androni Giocattoli                           | + 29s                     |                           |
| 3.                        | Argentina                                    | + 56s                     |                           |
| 4.                        | Medellín-Inder                               | + 1m54s                   |                           |
| 5.                        | Asociación Civil Agrupación Virgen de Fátima | + 5m58s                   |                           |

## Evolução das classificações
| Etapa (Vencedor)                 | Classificação geral  | Classificação da montanha | Classificação das metas volantes | Classificação sub-23 |
| -------------------------------- | -------------------- | ------------------------- | -------------------------------- | -------------------- |
| 1.ª etapa (Fernando Gaviria)     | Fernando Gaviria     | Franco Germán López       | Franco Germán López              | Leonardo Rodríguez   |
| 2.ª etapa (Tom Boonen)           | Elia Viviani         | Pedro González            | Franco Germán López              | Duilio Ramos         |
| 3.ª etapa (Ramūnas Navardauskas) | Ramūnas Navardauskas | Pedro González            | Franco Germán López              | Rémi Cavagna         |
| 4.ª etapa (Fernando Gaviria)     | Ramūnas Navardauskas | Pedro González            | Gerardo Tivani                   | Rémi Cavagna         |
| 5.ª etapa (Rui Costa)            | Bauke Mollema        | Franco Germán López       | Nicolás Naranjo                  | Egan Bernal          |
| 6.ª etapa (Maximiliano Richeze)  | Bauke Mollema        | Franco Germán López       | Nicolás Naranjo                  | Egan Bernal          |
| 7.ª etapa (Maximiliano Richeze)  | Bauke Mollema        | Franco Germán López       | Nicolás Naranjo                  | Egan Bernal          |
| Final                            | Bauke Mollema        | Franco Germán López       | Nicolás Naranjo                  | Egan Bernal          |

## UCI World Ranking
A Volta a San Juan outorga pontos para o UCI America Tour de 2017 e o UCI World Ranking, este último para corredores das equipas nas categorias UCI ProTeam, Profissional Continental e Equipas Continentais. A seguinte tabela são o barómetro de pontuação e os corredores que obtiveram pontos:
| Posição             | 1.ª | 2.ª | 3.ª | 4.ª | 5.ª | 6.ª | 7.ª | 8.ª | 9.ª | 10.ª |
| Classificação geral | 125 | 85  | 70  | 60  | 50  | 40  | 35  | 30  | 25  | 20   |
| Por etapa           | 14  | 5   | 3   |     |     |     |     |     |     |      |
| Líder               | 3   |     |     |     |     |     |     |     |     |      |

| Classificação | Classificação        | Classificação                | Classificação | Classificação | Classificação | Classificação |
| Posição       | Ciclista             | Equipa                       | Geral         | Etapa         | Líder         | Total         |
| ------------- | -------------------- | ---------------------------- | ------------- | ------------- | ------------- | ------------- |
| 1.º           | Bauke Mollema        | Trek-Segafredo               | 125           | -             | 6             | 131           |
| 2.º           | Óscar Sevilla        | Medellín-Inder               | 85            | -             | -             | 85            |
| 3.º           | Rodolfo Torres       | Androni Giocattoli           | 70            | -             | 5             | 75            |
| 4.º           | Rui Costa            | UAE Abu Dhabi                | 50            | 14            | -             | 64            |
| 5.º           | Ricardo Escuela      | Agrupamento Virgen de Fátima | 60            | 3             | -             | 63            |
| 6.º           | Ramūnas Navardauskas | Bahrein-Merida               | 35            | 14            | 6             | 55            |
| 7.º           | Laureano Rosas       | Argentina                    | 40            | -             | -             | 40            |
| 8.º           | Vincenzo Nibali      | Bahrein-Merida               | 30            | -             | -             | 30            |
| 9.º           | Egan Bernal          | Androni Giocattoli           | 25            | -             | -             | 25            |
| 10.º          | Pieter Serry         | Quick-Step Floors            | 20            | -             | -             | 20            |